# 4321 Zero
A 4321 Zero (ideiglenes jelöléssel 1981 EH26) a Naprendszer kisbolygóövében található aszteroida. Schelte J. Bus fedezte fel 1981. március 2-án.